# Au (Breisgau)
 For alternative betydninger, se Au. (Se også artikler, som begynder med Au)
Au er en kommune få kilometer syd for Freiburg im Breisgau i den sydvestlige del af den tyske delstat Baden-Württemberg. Byen hører til Verwaltungsgemeinschaft Hexental med sæde i nabokommunen Merzhausen.

## Geografi
Au ligger i den nordlige del af Hexental mellem Schönberg i og Schwarzwald i øst.

### Inddeling
Til kommunen hører ud over landsbyen Au, bebyggelserne Schönberg, Hof og Hägenhof og gårdene Burghöfe, Finsterbach, Hasgelhöfe, Heimbachhof, Kaischenhof, Kopfackerhof og Schwabenhöfe.

### Nabokommuner
Nabokommuner er Horben i sydøst, Wittnau (Breisgau) mod sydvest, Ebringen mod vest og Merzhausen mod nord (alle i Landkreis Breisgau-Hochschwarzwald) samt byen Freiburg im Breisgau mod øst.

## Historie
Au nævnes første gang i en skrivelse fra Kloster St. Gallen i 861. I middelalderen lå her formentlig Burg Au, men der er ikke fundet spor af den. I trediveårskrigen Au 5. august 1644 skueplads for det to dage lange Slaget ved Freiburg.